# Appannamento visivo
L'appannamento visivo consiste in un offuscamento della vista dovuto a diverse cause. Si va da disturbi che possono avere carattere transitorio (secrezioni nell'occhio che appannano la vista) a disturbi più gravi, che necessitano di un controllo medico-oculistico (come uveite, glaucoma, cheratite).
L'appannamento visivo è dovuto a una riduzione del grado di trasparenza dei mezzi diottrici, ad esempio della cornea (superficie oculare posta davanti all'iride) e del cristallino. Quest'ultimo, a causa dell'età e dell'accumulo di proteine, può diventare opaco; quindi, può essere sostituito con un cristallino artificiale mediante un'operazione chirurgica oggi molto comune nei paesi sviluppati.